# Emma Kantema
Emma Kantema-Gaomas, meist nur Emma Kantema (* 16. August 1978 in Rupara, Südwestafrika), ist eine namibische Politikerin der SWAPO und seit dem 22. März 2025 Ministerin für Ministerium für Gleichberechtigung und Kinderwohlfahrt im Kabinett Nandi-Ndaitwah.

## Lebensweg
Kantema wurde als älteste von fünft Töchtern geboren und besuchte eine lokale Schule in ihrem Geburtsort, ehe sie zur weiteren Bildung in die Hauptstadt Windhoek zog. Hier studierte sie Umweltschutz an der Namibia University of Science and Technology (NUST). Sie hält zudem einen Doctor of Philosophy in Betriebswirtschaftslehre der University of Namibia (UNAM) sowie einen Master of Business Administration.
Von 2020 bis 2025 war Kantema Vizeministerin für Jugend, Nationaldienste und Sport im Kabinett Geingob II bzw. Kabinett Mbumba. Kantema sitzt seit 2020 in der Nationalversammlung. 
Kantema ist Mutter zweier Söhne.